# 带鰕虎鱼
带鰕虎鱼（学名：Eutaeniichthys gilli）为鰕虎鱼科带鰕虎鱼属的鱼类，于1901年由大衛·斯塔爾·喬丹和約翰·奧特貝恩·斯奈德描述。该物种在中国主要分布于黄海等海域。该物种的模式产地在日本。